# Hat szigma

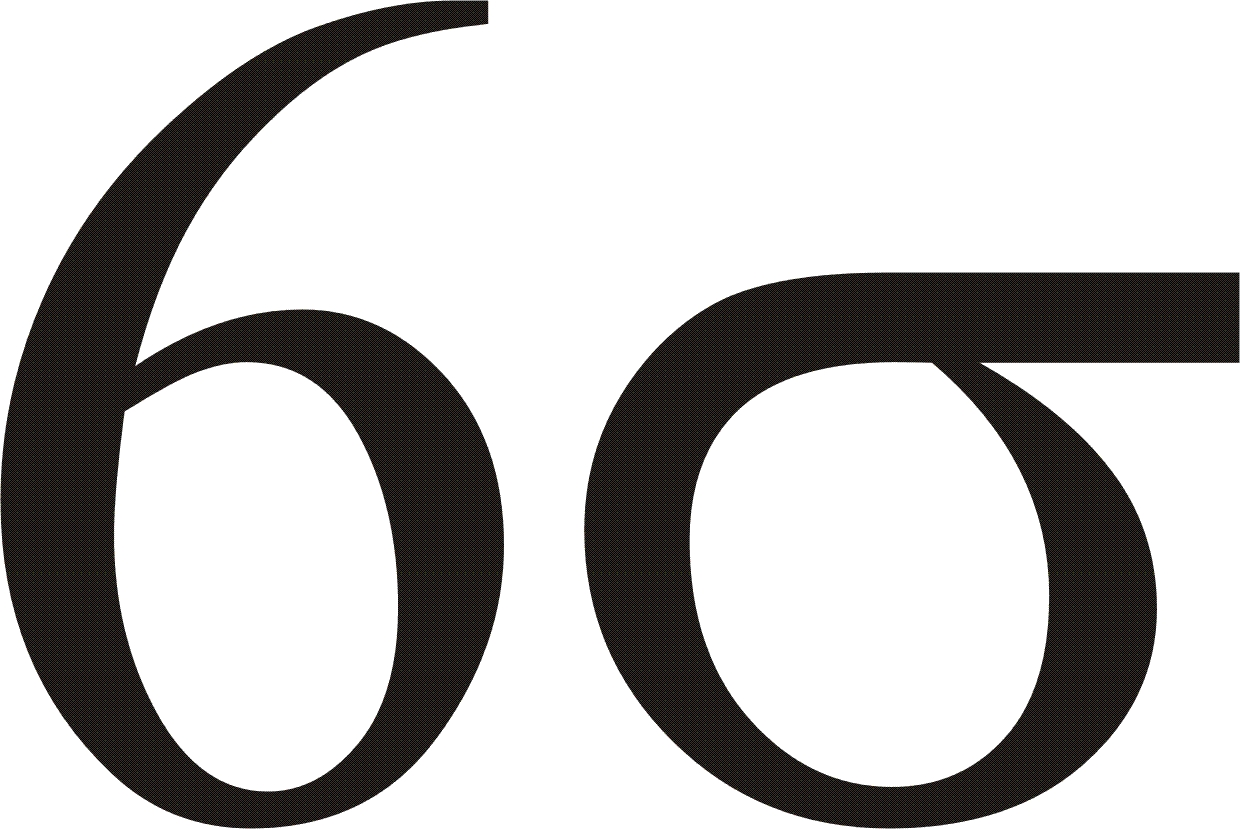
Hat szigma

A Hat szigma vagy angolul Six Sigma módszer olyan strukturált problémamegoldó és folyamatfejlesztő eljárás, mely egyesíti számos úttörő minőségjavító szakember munkásságát. Célja az üzleti kulcsfolyamatokban előforduló hibák számának nullára csökkentése, és azok kimenetét jelentő termékekben, szolgáltatásokban megjelenő ingadozás minimalizálása. A megközelítés számos évtizedek alatt kipróbált, gyakorlatban tesztelt eszközt foglal magában, és TQM több száz eszközt felvonultató arzenáljának számos elemét alkalmazza.
A Hat szigma módszer 5 lépésből áll, amelyek a definiálás, mérés, analízis, fejlesztés és kontroll. E szavak angol megfelelőinek kezdőbetűiből áll elő az ismert DMAIC (Define, Measure, Analyze, Improve, Control) rövidítés, amely szinonimaként használható, ha az eljárásra utal.

## Főbb problémamegoldó eljárások összehasonlítása[2]
- Hat szigma: a folyamatban előforduló hibák számának és az ingadozásnak a csökkentésére koncentrál, hogy standard outputok keletkezzenek.
- Lean: a veszteségforrások megszüntetését, majd az anyag, folyamat, valamint az információ áramlásának megteremtését helyezi a középpontba.
- A szűk keresztmetszet elmélet: a rendszer korlátainak fejlesztését tűzi zászlajára.

## A DMAIC lépések[3]

### Definiálás
A folyamatfejlesztő csapat azonosítja a folyamat kereteit, „vevőit”, „szállítóit”. Definiálásra kerül a probléma, illetve a cél kvantitatív módon, mérőszámokkal kifejezve. Végül pedig elkészítik a projektalapító okiratot, mely a menedzsment jóváhagyását igényli.

### Mérés
A folyamat inputjainak és outputjainak részletes feltérképezésével és analízisével kezdődik. A folyamatot jellemző kulcs mutatók mérőrendszerének analízisét követően pedig kezdődhet a tényleges adatgyűjtés, elemzés.

### Analízis
Az összegyűjtött adatok „faggatását”, ismeretek, információk kinyerését foglalja magában. Hipotézisek megfogalmazását, megerősítését, illetve elvetését, hogy a probléma fundamentumait, azaz gyökérokait feltárjuk.

### Fejlesztés
E lépésben az előző 3 lépés során azonosításra került gyökérokokra vonatkozóan próba-jelleggel fejlesztést eszközöl a problémamegoldó csapat, s annak hatásait vizsgálja statisztikai módszerekkel. Terv készül a fejlesztések lemásolására hasonló területekre, hogy az elért eredményekből származó megtakarítás maximalizálva legyen.

### Kontroll
A folyamat stabilizálásáról szól, amennyiben az az elvárt követelményeknek megfelelően teljesít. Ezt az utolsó lépést fenntartás fázisának is nevezzük

## A Hat szigma jelentése[4]
A szigma (σ) a görög ábécé karaktere, melyet a statisztikusok a folyamatokban előforduló ingadozás kifejezésére használnak. Szigmaszint alatt pedig a vállalat teljesítményét értjük az egyes kulcs üzleti folyamatokban. Tradicionális környezetben működő vállalatok 3, illetve 4 szigma teljesítményre képesek, mely átszámítva 67 000, illetve 6200 hibát jelent egymillió lehetőségre vetítve. A Hat szigma, vagy angolul Six Sigma standard, ami 3,4 hibát jelent egymillió hibalehetőségre vetítve, válasz az egyre növekvő vevői elvárásokra, illetve a modern gyártási és szolgáltatási folyamatok komplexitásának ugrásszerű változására.
A szigmaszint azért használatos a százalékérték helyett, mert például 1% hiba átlagosan 10 000 előfordulást jelent 1 000 000-ból. Az 1990-es–2000-es években a 99%-os teljesítmény még jónak számított, azonban később egyre kevesebb vevő tartotta ezt megengedhetőnek. 1% hiba például azt jelentheti, hogy mindennap átlagosan 14 perc 24 másodpercen át nem megfelelő minőségű víz folyik a csapból.
A Hat szigma négy jelentéssel is bír:
1. Statisztikai mérőszám (szórás)
2. Folyamatképesség mérésére használjuk (Cp-Cpk)
3. Problémamegoldó eljárás (DMAIC)
4. Filozófia, a tényeken, adatokon alapuló vezetést testesíti meg (TQM)

## Hat szigmaprojektindításának feltételei[5]
Fenntartható eredményeket határidőre elérő és a szükségesnél nem több erőforrást felhasználó hat szigma projekt indításának 5 feltétele van, melyek hiánya megnehezíti, vagy akár meg is akadályozhatja a sikeres lezárást:
- Kulcs üzleti folyamat, melyek közül 2 típus lesz igazán érdekes:
  1. Amely ritkán fordul elő, azonban rengeteg erőforrást vesz igénybe (ilyen például az éves leltár), illetve
  2. Az, amely alkalmanként kevés erőforrást igényel ugyan, de nagyon gyakran fordul elő az üzleti folyamatokban (pl. vonalkód beolvasás)
- Megbízható mérőrendszerre van továbbá szükség és stakeholderek által közösen meghatározott célra, hiszen tények, adatok alapján jellemezzük a kiinduló állapotot, s folyamatosan mérjük mely folyamatfejlesztési lépés mennyivel visz közelebb célunkhoz
- Probléma alatt Six Sigma módszer esetén a mérőrendszerrel gyűjtött tény és célértékként megjelenített adatok közti rést értjük
- Megtakarításnak 3 alapvető típusa létezik:[7]
  1. "Hard" a leginkább preferált, amely árbevételt növel, vagy költséget csökkent (ilyen lehet például a szűk keresztmetszetet jelentő folyamatlépés fejlesztése, vagy a selejtcsökkentés) – ennek lényege, hogy az eredménykimutatásban megjelenjen a hatása
  2. Második, amely a lekötött tőkét csökkenti (pl. gyártásban lévő félkésztermékek szintjének csökkentése
  3. A "Soft" pedig, amely valamilyen kockázatot csökkent (pl. lehetséges szállítási késedelem okozta kötbér)
- Vevői igény, mely nemcsak a végfelhasználót jelenti, hanem a következő folyamatlépést is tágabb értelemben, hiszen a logisztikából ismert 7M/9M elvek szerint kell kiszolgálni

## A Hat szigma módszerrel kapcsolatos tipikus félreértelmezések[8]
A leggyakoribb téves feltételezések Hat Szigma megközelítés kapcsán:
- Csak multinacionális nagyvállalatok esetén alkalmazható. – Kis- és középvállalati környezetben is kiválóan működik, sőt ha nem rendelkezik a vállalat Minitab szoftverrel, Excelben is el lehet végezni a szükséges kalkulációkat.
- Kizárólag gyártással kapcsolatos folyamatok esetén működik. – IT- és HR-területen, logisztikai tervezés, áruátvétel, számlázási folyamatok során felmerülő problémák esetén is sikeresen alkalmaztuk több iparágban.
- Drága külső konzulensek oktatják, illetve vezethetnek csak projekteket. – Bár a tudás megszerzése valóban nem olcsó, azonban a kontrolleri visszajelzések alapján számított pénzügyi mutatók szerint bőven egy év alatt van egy-egy képzés megtérülése.
- Csak akkor működik, ha profik művelik (fekete öves, angolul Black Belt). – Nem! Több alkalommal gyakorlatban is sikerült bizonyítani, hogy „normál” dolgozók is képesek fejleszteni azokat a folyamatokat, amelyeket működtetnek. Ehhez gyakran már néhány olyan technika ismerete is elégséges lehet, mint például a 7 minőségügyi eszközé.
- Komplikált, elméleti statisztikai eszközöket alkalmazó elvont tudomány, amit hétköznapi emberek nem értenek. – Valóban bele lehet esni az analízis–paralízis csapdájába, azonban az általam eddig vezetett és mentorált több mint 500 Lean Six Sigma projekt esetén mindig a gyakorlati alkalmazáson és az akciókon volt a hangsúly.
- Nem veszi figyelembe a vevő érdekeit. – Pontosan abból indul ki, sőt a külső vevői igény mellett figyelembe veszi a belső vevők elvárásait is.
- A Hat szigma megközelítés nem más, mint a minőségügyből ismert Total Quality Management (TQM) megközelítés átcímkézve. – Bármely minőségjavító program mellett is kötelezi el magát a menedzsment, talán a legfontosabb, hogy a legkritikusabb problémák kerüljenek azonosításra és orvoslásra úgy, hogy azok hatása a vállalati eredményben is megjelenjen.
- Az egész eljárás nem más, mint könyvelési praktika tényleges megtakarítások nélkül. – Csak akkor, ha visszaélnek a használatával, illetve amennyiben nem körültekintően kerül meghatározásra a bázis vagy a megtakarítás. Óriási szerepe van a kontrolleri támogatásnak mind a Definiálási fázisban, mind pedig a projekt lezárásakor.
- A program csupán csak egy 5-10 napos képzés – Nem egyszeri fejlesztés, hanem a folyamatos folyamatfejlesztés kipróbált eszköze.
- A Hat szigma módszerrel minden probléma megoldható. – E módszer is csak egy a sok közül, és bizony vannak esetek, amikor például a Lean, a Szűk keresztmetszet elmélet, vagy esetleg valamilyen más módszertan bizonyul hatékonyabbnak.

## Hat szigma szervezet[9]
- Six Sigma bajnok (Champion): A vezetés tagja, felelős az üzleti stratégia és a Hat szigma tevékenység összehangolásáért. Részt vesz a projektek kiválasztásában, biztosítja az erőforrásokat, illetve eltávolítja az akadályokat.
- Fekete öves mester (Master Black Belt): Az ismeretek és képességek legmagasabb szintű hordozója, egyszerre vezető és tanár. Felelős a projektek áttekintéséért, BB-ek és GB-ek kiválasztásáért.
- Fekete öves (Black Belt): Magasan kvalifikált személy, aki a GB-ekkel napi kapcsolatban áll. Mentorálja a projekteket, és saját projekteket is végrehajt.
- Zöld öves (Green Belt): Speciálisan képzett funkcionális dolgozó, aki GB projektet vezet, illetve tag azokban.
- Sárga öves (Yellow Belt): A Hat szigma eljárás alapjait ismerő dolgozó, GB, BB projekt csapattag.

## Az ideális Hat szigma projektvezető ismérvei[10]
1. Általánosságban véve kvantitatív beállítottságú (a mennyiségekre figyel)
2. Képes a rendelkezésére álló nyers adatokból akcióra érdemes feladatokat felállítani
3. A jelölt képes részletes akciótervet kidolgozni a projekt célok elérésére
4. Méri a haladást a cél felé vezető úton
5. Képes a csoport tagjai számára feladatokat delegálni, azokat nyomon követni, illetve számonkérni
6. Képes a projekt céljait és fontosságát kommunikálni a szervezet minden területe felé és megszerezni a szükséges erőforrásokat azok határidőre történő eléréséhez
7. Nem a kifogásokat, hanem a megoldásokat keresi a célok és határidők betartásával kapcsolatosan
8. Sohasem fogadja el a jelenállapotot, mint legjobb megoldást, hanem újabb és újabb fejlesztési lehetőségeket keres az adott területen
9. Képes szétválasztani a sürgős feladatokat a nem sürgősektől, illetve a fontosakat a nem fontosaktól
10. Képes leküzdeni a projekt haladását gátló akadályokat

+1 Csapatvezetőként cselekszik és a tagok is elfogadják e minőségében

## Statisztikai elemzés Minitab szoftverrel[11]
A DMAIC lépéseken túl úgy is le lehet írni a Hat szigma eljárást, hogy gyakorlati problémából készít statisztikai problémát, amelyre statisztikai módszerekkel igyekszik megoldást találni, amit aztán ismét gyakorlati megoldásokká kell lefordítani a matematika nyelvéről.
Bár Microsoft Excellel számos statisztikai elemzés végrehajtható, azonban a vállalati szektorban ezekre a feladatokra célzott szoftverek használatosak. A Minitab egy statisztikai elemző szoftvercsomag, amelynek elődjét 1972-ben a Pennsylvania Egyetem kutatói alkották meg OMNITAB néven. Az OMNITAB alkalmazás “light” verziójaként publikálta a szoftvert a Minitab Inc. privát vállalat, amelynek székhelye megmaradt Pennsylvaniaban.
Minitab könnyen értelmezhető kezelőfelülete, áttekinthetősége  és egyszerűsége mellett a 16-os verzió kiadását követően egy Asszisztens is a felhasználók rendelkezésre áll, mely még egyszerűbbé, vizuálisabbá teszik a statisztikai elemzéseket mindazok számára, akik alapvető angol nyelvtudással és statisztikai ismeretekkel rendelkeznek.
A Minitab 19 2019 júniusa óta elérhető és számos újdonsággal szolgál a felhasználók számára, amelyek elsősorban ergonómiai áttekintésbeli segítséget adnak   a hat szigma folyamatfejlesztőknek.

## Összefoglalás
Helikopter nézetből tekintve a Hat szigma módszerre, sokan egyszerűen egyfajta hagyományos minőségjavító eljárásnak látják, azonban a minőség szó tradicionális jelentés szerint a standardnak való megfelelőséget jelent. A Hat szigma ezzel szemben arról szól, hogy a vállalat rendelkezésére álló erőforrások hatékonyabb felhasználásra kerüljenek a vevői igényeket maximálisan kielégítve.
Természetesen a minőség mint fogalom a középpontban áll mind mint tényleges, mind mint potenciális minőség, például a nem megfelelő minőség okozta költség (Cost of Poor Quality, vagy COPQ) minimalizálása, melynek csak 10%-a látható, s a maradék 90% rejtve marad mindazok elől, akik nem ismerik és alkalmazzák az adatok statisztikai elemzésén alapuló Hat Szigma módszert.
Az ingadozás csökkentésére, illetve megszüntetésére való koncentrálásnak számos másodlagos hatása jelentkezik Hat szigma, vagy Six Sigma projekt végrehajtása során. Többek között javul a beépített minőség, analizálásra kerülnek a hozzáadott értéket generáló folyamatlépések, a hibák és tévesztések száma csökken, valamint a termék, anyag, illetve információ áramlására vonatkozóan is pontosabb kép keletkezik.
A Hat szigma módszert nemcsak a gyártóiparban, hanem a szolgáltatásban és tranzakciós környezetekben is használják, de kisebb folyamatok – például: fejlesztés, szolgáltatás, adminisztráció stb. vagy gépek, egységek stb. – működésének javítására is használható. A dokumentált minőségirányítási rendszerek mellett a hat szigma projektek teszik a vállalatok működését igazán hatékonnyá, ami annak köszönhető, hogy a matematikai statisztikai módszereket igen intenzíven alkalmazzák.
A módszer alkalmazása úgy történik, hogy a módszer alkalmazásában már tapasztalt és jártas főleg műszaki, pénzügyi hátterű személyek rendszeresen ellenőrzik a vállalati folyamatokat, és egyfajta edzőként továbbképzik az egyes vállalati területek hat szigmás feladatokra is kijelölt vezetőit. A hatszigmás tudás jelölésére a dzsúdóból átvett fokozatokat használják, így vannak zöld öves, fekete öves és mester kategóriás hatszigmás tanácsadók, vezetők.